# Pleurothallis brittoniana
Pleurothallis brittoniana är en orkidéart som beskrevs av Robert Allen Rolfe och Nathaniel Lord Britton. Pleurothallis brittoniana ingår i släktet Pleurothallis och familjen orkidéer.
Artens utbredningsområde är Bolivia. Inga underarter finns listade i Catalogue of Life.